# 1993
Évszázadok: 19. század – 20. század – 21. század
Évtizedek: 1940-es évek – 1950-es évek – 1960-as évek – 1970-es évek – 1980-as évek – 1990-es évek – 2000-es évek – 2010-es évek – 2020-as évek – 2030-as évek – 2040-es évek
Évek: 1988 – 1989 – 1990 – 1991 –  1992 – 1993 – 1994 – 1995 – 1996 – 1997 – 1998

## Események

### Január
- január 1.

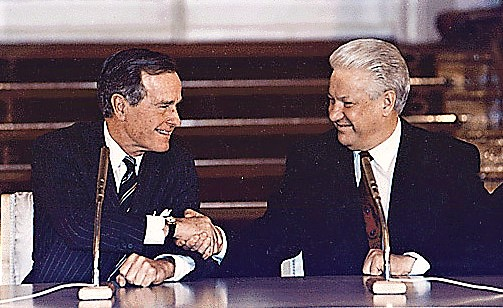
George Bush és Borisz Jelcin a START-II aláírásakor

  - Csehszlovákia két önálló országra, Csehországra és Szlovákiára bomlik.
  - Nigériában Ibrahim Babaginda tábornok, a katonai kormányzat vezetője Ernest Shonekan személyében polgári személyt állít az átmeneti kormány élére.[1]
- január 2. – Békekonferencia kezdődik Genfben a Vance–Owen, majd Owen–Stoltenberg béketervről.
- január 3. – George Bush és Borisz Jelcin elnök aláírja Moszkvában a START-II szerződést arról, hogy tovább csökkentik az amerikai és az orosz hadászati támadó fegyvereket az összes több-robbanófejes ICBM felszámolásával, és hadászati nukleáris készleteik kétharmaddal való csökkentésével.[2]
- január 14. – A szövetségesek megállapodnak azokról a tervekről, amelyekkel érvényt szerezhetnek a Bosznia-Hercegovina fölötti tiltott repülési övezetben a légtérzárlat betartásának, amennyiben erre a feladatra felkérést kapnak az ENSZ-től.
- január 21. – A NATO európai legfelsőbb parancsnoka (SACEUR), valamint Franciaország és Németország fegyveres erőinek vezérkari főnöke egyezményt ír alá azokról a feltételekről, amelyek alkalmazása révén az Európa Hadtest a Szövetség keretén belül működhet.
- január 22. – A Horvát Hadsereg (HV) elfoglalja a maslenicai hídfőállást és a zemuniki repülőteret.
- január 31. – Habsburg Károly – Habsburg Ottó fia – és Francesca Thyssen–Bornemisza bárónő a stájerországi Mariazellben házasságot köt.

### Február
- február 4. – Fehéroroszország ratifikálja a START-I szerződést.
- február 12. – A pörbölyi tragédiában 12 ember életét veszti, amikor iskolásokat szállító autóbusz hajt a sínekre a Tolna megyei Pörbölynél.
- február 14. – Az első szabad parlamenti választások Nigerben. (Az 53 fős nemzetgyűlésben a Változás Erőinek Szövetsége (AFC) elnevezésű pártkoalíció 50, míg a korábbi állampárt, az MNSD 29 helyet szerzett.)[3]
- február 24. – A NATO főtitkára nyilatkozatot ad ki, amelyben támogatja az ENSZ döntését a humanitárius segítség légi úton történő eljuttatásáról Bosznia keleti részébe.
- február 26.
  - Terroristák bombát robbantanak a New York-i Világkereskedelmi Központban.
  - A NATO–központban rendkívüli miniszteri ülést tart az Észak-atlanti Tanács, amelyen részt vesz Warren Christopher új amerikai külügyminiszter.
- február 28. – A wacói ostrom: az amerikai hatóságok sikertelenül próbálják meg letartóztatni David Koresht és Dávidista hetednapi adventisták tagjait, a műveletben hat ember veszti életét. (Április 29-én végül leég a központ; a tragédia 76 ember halálát követeli.)

### Március
- március 8–9. – Sir Richard Vincent tábornagy, a NATO Katonai Bizottságának elnöke hivatalos látogatást tesz Albániában.
- március 10. – Az Észak-atlanti Tanács utasítja a NATO katonai szerveit, hogy az ENSZ Bosznia-Hercegovinára vonatkozó béketervének lehetséges végrehajtására vonatkozóan rendkívüli intézkedési lehetőségeket dolgozzanak ki.
- március 15. – Észak-Korea kiutasítja a Nemzetközi Atomenergia-ügynökség (IAEA) ellenőreit, és bejelenti az Atomsorompó Egyezményből (NPT) való kilépéséről szóló szándékát.
- március 26. – Antonín Baudyš cseh védelmi miniszter a NATO–központban megbeszélést folytat a NATO főtitkárával és a Katonai Bizottság elnökével.
- március 27. – Elnökválasztás Nigerben, melyen a szociáldemokrata Mahamane Ousmane arat győzelmet. (Ousmane irányítása alatt folytatódott az ország demokratizálódása.)[4]

### Április
- április 2. – Az Észak-atlanti Tanács utasítja az európai legfelsőbb parancsnokot (SACEUR), hogy tegye meg az előkészítő intézkedéseket az ENSZ 816. számú határozatának végrehajtására, amely jóváhagyja, hogy szerezzenek érvényt a bosznia-hercegovinai légtérzárlat betartásának.
- április 3–4. – Vancouverben az első amerikai–orosz csúcsértekezleten találkozik Bill Clinton és Borisz Jelcin elnök.
- április 12. – Az ENSZ Biztonsági Tanácsának 816. sz. határozatának felhasználása és az Észak-atlanti Tanács április 8-i döntése értelmében megkezdik a boszniai repülési tilalom betartását célzó NATO–műveletet. (Ezen több szövetséges ország harci és megfigyelő repülőgépe, valamint a NATO repülőgépfedélzeti korai riasztó kötelékének (NAEWF) repülőgépei vesznek részt!)
- április 16. – Ali Saibout Mahamane Ousmane váltja fel Niger elnöki tisztében.[5]
- április 22. – Butrosz Butrosz-Gáli ENSZ– és Manfred Wörner NATO–főtitkár Brüsszelben megbeszélést folytat az egykori Jugoszláviában kialakult helyzetről, a NATO békefenntartási szerepéről, valamint a NATO és az ENSZ közötti kapcsolatokról általában.
- április 23. – Mahamane Ousmane nigeri elnök a Demokrácia és Szocializmus Pártjának (PNDS) elnökét, Mahamadou Issoufou-t nevezi ki miniszterelnöknek.[6]
- április 25. – II. János Pál pápa személyében Albánia történetében először látogat pápa abba az országba, amely a 60-as években a világ első ateista államának nyilvánította ki magát. (A pápa 1992 végén – a második világháború óta először – nevezett ki négy új püspököket, akiket látogatása alkalmával fel is szentel.)[7]
- április 30. – A CERN bejelentette, hogy a Világháló mindenki számára szabad és ingyenes.

### Május
- május 7. – Felavatják a Magyar Suzuki Rt. esztergomi gyárát.[8]
- május 17. – Jeszenszky Géza magyar külügyminiszter látogatást tesz a NATO–központban.
- május 22. – Az ENSZ Biztonsági Tanács tagjai (Franciaország, Oroszország, Spanyolország, az Egyesült Királyság és az USA) Bosznia-Hercegovinára vonatkozó közös akcióprogramot jelentenek be a harcok beszüntetése céljából, amely intézkedéseket tartalmaz a „védett területekre”.
- május 24. – Eritrea kikiáltja függetlenségét.[9]
- május 30. – II. János Pál pápa „Hungarorum gens” kezdetű bullájával megváltoztatja a magyar katolikus egyház szervezeti felépítését. (Az érsekségek számát háromról négyre emelte, új érsekséggé és metropolitai székhellyé tette a veszprémi püspökséget. A Dunántúlon a veszprémi egyházmegyéből létrejött a kaposvári egyházmegye, a Tiszántúlon pedig Szabolcs-Szatmár-Bereg és Hajdú-Bihar megyéket magába foglalva megalakult a Debrecen-Nyíregyházi egyházmegye. Módosultak a többi egyházmegye határai, hogy kiegyenlítődjenek a létszám- és területbeli különbségek. A kalocsai főegyházmegye elnevezése Kalocsa-Kecskeméti főegyházmegyére, az esztergomié Esztergom-Budapesti főegyházmegyére változott.)

### Június
- június 9. – Narihito japán trónörökös – Akihito császár fia – házassága Masako Ovada diplomatával.
- június 12. – Elnökválasztás Nigériában, melyet szabad és tiszta körülmények között bonyolítanak le. (A választás a szociáldemokrata jelölt, Moshood Abiola könyv- és lapkiadó győzelmét hozta, maga mögé utasítva Ibrahim Babaginda elnök által támogatott konzervatív Bashir Othman Tofa tábornokot. Babaginda  megsemmisítteti a választás eredményét, mely miatt tiltakozásul emberek ezrei vonultak Lagos utcáira, ahol fosztogattak és gyújtogattak.)[10]
- június 18. – Az ENSZ BT jóváhagyja, hogy a boszniai válság átterjedésének megelőzése érdekében 300 amerikai katonát vezényeljenek Macedóniába, hogy csatlakozzanak az ott lévő 700 fős ENSZ–erőkhöz.
- június 28–30. – Sir Richard Vincent tábornagy, a NATO Katonai Bizottságának elnöke hivatalos látogatást tesz Csehországban.
- június 30. – A Közlekedési Minisztérium létrehozta a Magyar Államvasutak Részvénytársaságot.

### Július
- július 15. –  Az MDF-ből kizárt Csurka István és a köré tömörülő csoport megalapítja a Magyar Igazság és Élet Pártját.
- július 22. – Fehéroroszország – nukleáris fegyverrel nem rendelkező államként – hivatalosan is csatlakozik az Atomsorompó Egyezményhez.

### Augusztus

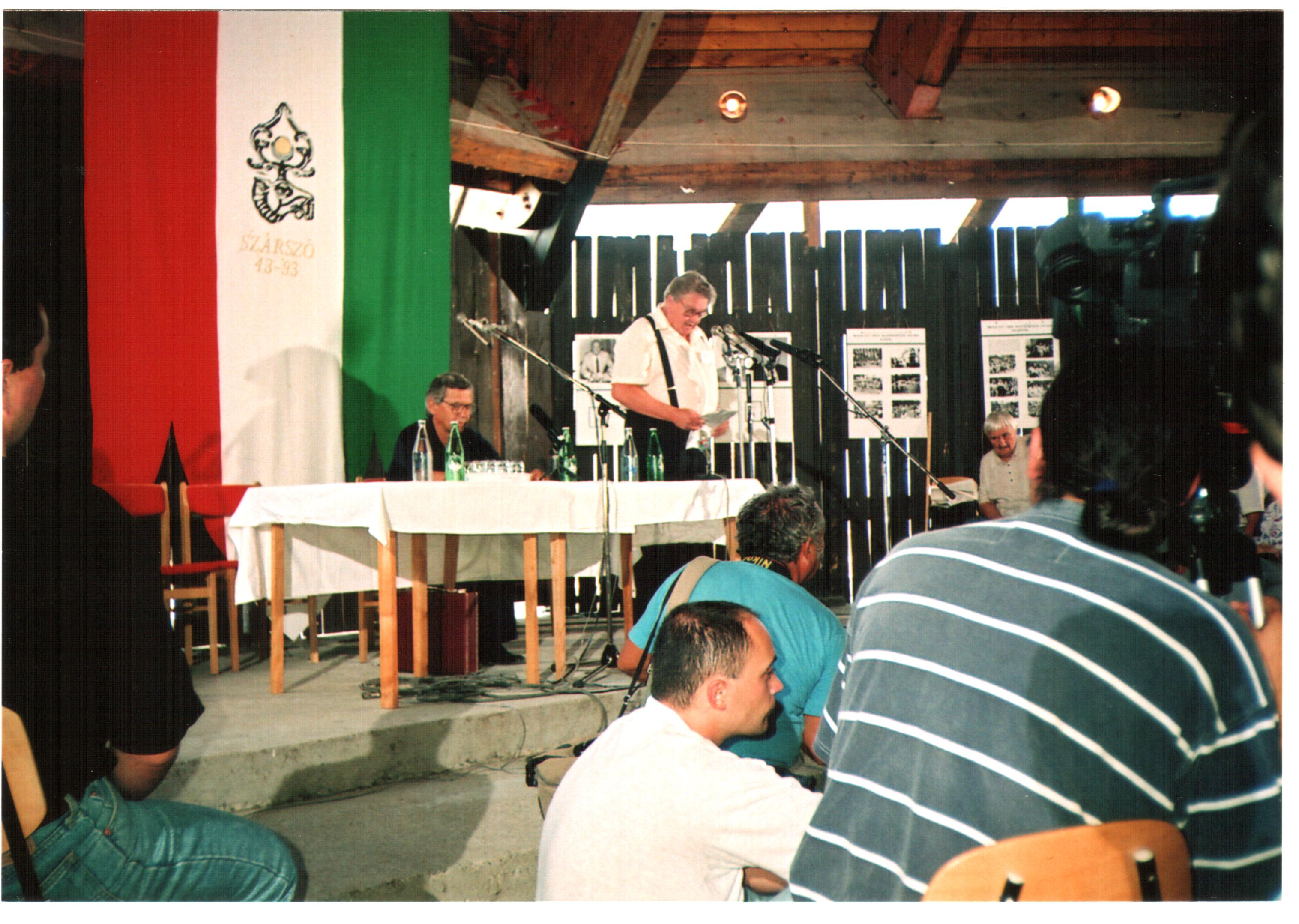
Csurka István beszéde a Szárszó 1993 Konferencián

- augusztus 1–11. – Mir Sada békemenet Boszniában a háború idején, a történelemben egyedülálló erőszakmentes akció egy háború megállítására
- augusztus 6. – II. János Pál pápa kiadja a „Veritatis splendor” (Az igazság fénye) kezdetű enciklikáját az emberről, az emberi élet védelméről és a keresztény erkölcsről.
- augusztus 9.
  - Letette alkotmányos esküjét és ezzel hivatalosan is elfoglalta a belga trónt II. Albert belga király.
  - Az Észak-atlanti Tanács jóváhagyja a bosznia-hercegovinai légicsapások műveleti opcióit a Tanács augusztus 2-án történt bejelentése alapján, amelyet az ENSZ főtitkárának jóváhagyásával hajtanak végre.
- augusztus 13. – A bosnyák kormány létrehozza a külföldi önkénteseket is tömörítő El Mudžahidot, az ARBiH iszlamista szárnyát.
- augusztus 24. – A boszniai horvátok kikiáltják a „Hercegboszniai Horvát Köztársaságot”. (A „közösségnek” nevezett elődjétől eltérően nyíltan szembefordul Szarajevóval.)
- augusztus 24–25. – Szárszó Konferencia az 1943-as Szárszói Magyar Élet Konferencia 50. évfordulójának tiszteletére. (Előadást tart Pozsgai Imre, Szűrös Mátyás, Bíró Zoltán, Csurka István, Kiss Gy. Csaba.)
- augusztus 27. – Nigériában, az 1983 óta uralmon lévő katonai rezsim főnöke, Ibrahim Babangida tábornok – az ellenzék nyomására és a katonai vezetésen belüli hatalmi harcok miatt – lemond az elnökségről, utódjául Ernest Shonekan miniszterelnököt iktatják be.[11]
- augusztus 31. – Oroszország befejezi csapatai kivonását Litvániából.

### Szeptember

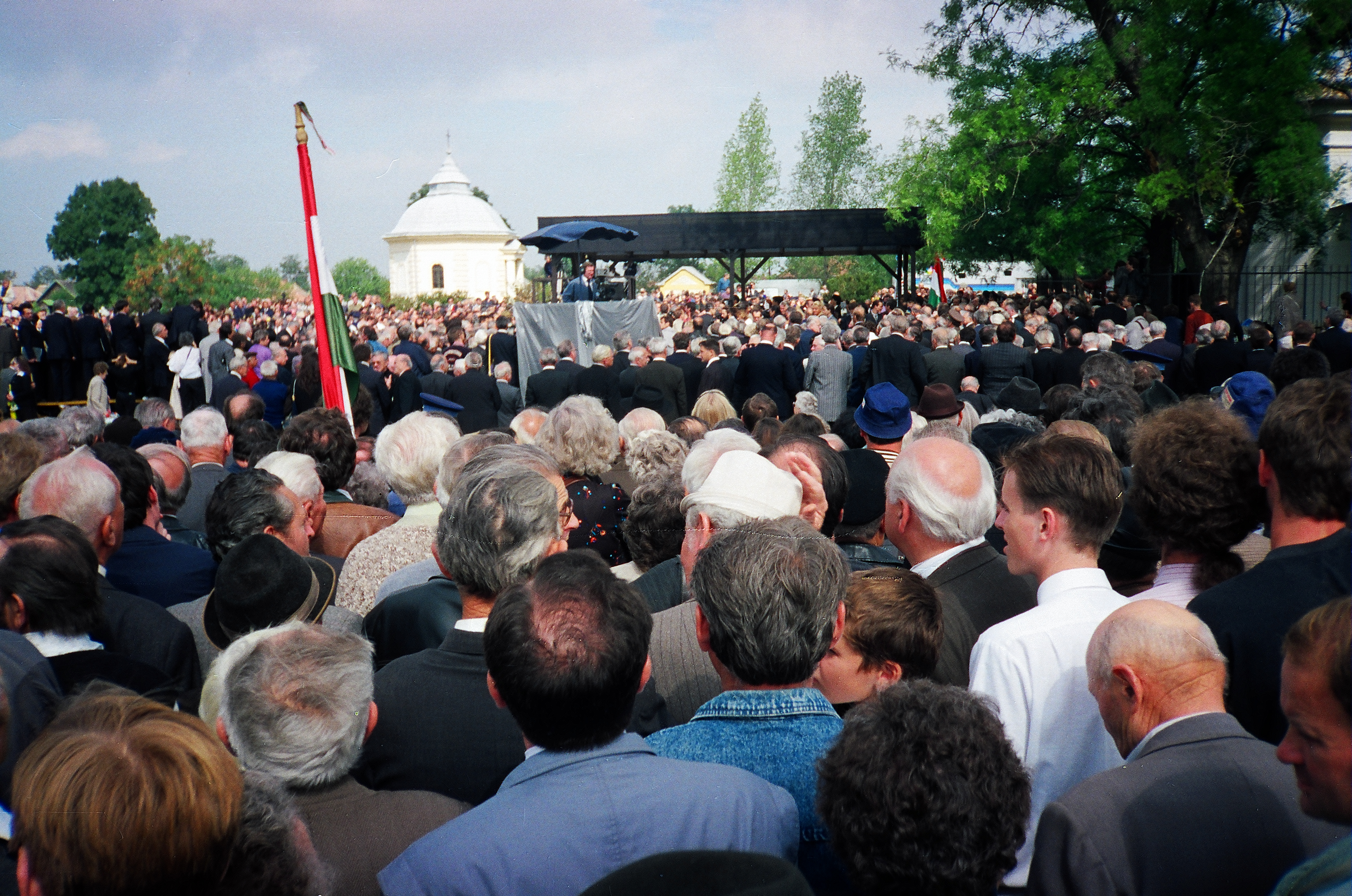
Horthy Miklós újratemetése Kenderesen

- szeptember 1. – Megalakul a Magyar Piacpárt
- szeptember 4. – Horthy Miklós újratemetése Kenderesen.[12]
- szeptember 4–10. – A függetlenné vált balti köztársaságokba – Litvániába, Lettországba és Észtországba – látogat II. János Pál pápa. (Az apostoli látogatás során megemlékezett a Szibériába deportált 275 ezer katolikus hívőről.)
- szeptember 13. – Az oslói szerződés aláírásával a Palesztinai Felszabadítási Szervezet (PFSZ) elismeri Izraelt, ezzel létrejön a palesztin autonómia.[13]
- szeptember 14. – 7 halálos áldozatot és 10 sérültet követelő robbanás egy békásmegyeri panelépületben.
- szeptember 21.
  - Borisz Jelcin orosz elnök felfüggeszti a parlamentet, és december 11–12-ére új választásokat ír ki.
  - Aleksandr Ruckoj alelnök és Ruszlan Haszbulatov parlamenti elnök más keményvonalas politikát folytatókkal együtt megszállják az orosz elnökségi épületet.
  - A pápa Castel Gandolfóban magánkihallgatáson fogadja Israel Meir Laut, Jeruzsálem askenázi főrabbiját.
- szeptember 27. – Fikret Abdić kikiáltja – az elvben Bosznián belüli – „Nyugat-Boszniai Autonóm Tartományt”.

### Október
- október 4.
  - A Borisz Jelcin orosz elnökhöz hű csapatok harckocsikkal és gépágyúval támadják az orosz parlamentnek az elnökségi palotában létesített főhadiszállását, és kiűzik az épületet elfoglaló, Jelcin reformprogramját ellenző keményvonalas parlamenti erőket.
  - A Biztonsági Tanács további hat hónapra meghosszabbítja az ENSZ–békefenntartó erők horvátországi és boszniai megbízatását.
  - Az Legfelsőbb Bíróság jogilag felmenti Jány Gusztáv 1947-ben kivégzett vezérezredest az ellene emelt vádak alól.[14]
- október 31. Leállítják a Szabad Európa Rádió magyar nyelvű adását.[15]

### November
- november 1. – Életbe lép a maastrichti szerződés.
- november 3. – Fodor Gábor kilép a Fideszből, és lemond képviselői mandátumáról.
- november 6. – A MIÉP első országos gyűlésén Horváth Lajost a párt ügyvezető elnökévé, Csurka Istvánt pedig társelnökévé választják.
- november 8.
  - Horvát tüzérség lerombolja a 16. században épült Öreg-hidat Mostarban (Bosznia-Hercegovina).
  - Ungár Klára és Molnár Péter elhagyja a Fidesz-frakciót, és lemond mandátumáról.
- november 14. – A Kínai Kommunista Párt Központi Bizottsága elfogadja a gazdaság gyorsított ütemű piacosításának programját, melynek következtében az országba megkezdődik a külföldi tőke beáramlása.
- november 17. – Lemond Ernest Shonekan nigériai elnök, akitől Sani Abacha tábornok veszi át hatalmat, és diktatúrát vezet be. (Shonekan távozására az okot a benzinárak 600%-os emelésére vonatkozó kísérlete miatti tiltakozások szolgáltatták.)[16]
- november 18. – Elfogadják Dél-Afrikában az új alkotmányt, így több, mint 300 évnyi fehér uralom után a feketék is megkapják az alapvető emberi jogokat.
- november 20. – Az Arab Liga tagja lesz a Comore-szigetek.

### December

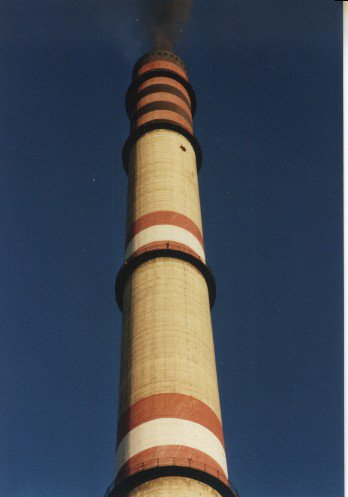
A AES Tisza II hőerőmű vasbeton kéménye 1993 december 15-én történt helikopter katasztrófa után

- A AES Tisza II hőerőmű vasbeton kéménye 1993 december 15-én történt helikopter katasztrófa utándecember 2. – Az Észak-atlanti Tanács miniszteri ülésén a NATO külügyminiszterei megvitatják a Partnerség a Békéért koncepcióját és a kapcsolódó javaslatokat, az 1994. januári csúcsértekezlet előkészítése keretében.
- december 3. – A NACC miniszteri ülésén a NATO és a NACC külügyminiszterei elfogadják a NACC békefenntartási együttműködéssel foglalkozó ad hoc csoportjának második jelentését, valamint a NACC 1994. évi munkatervét.
- december 8. – A CEEPUS (Central European Exchange Program for University Studies – közép-európai mobilitási program) megalapítása.
- december 11. – A chilei elnök- és kongresszusi választásokon a kereszténydemokrata Eduardo Frei és az 1990 óta hatalmon lévő Koncentráció a Demokráciáért pártszövetség kerül ki győztesen. [17]
- december 12.
  - 61 éves korában meghal Antall József, aki a politikai rendszerváltás óta az első felelős magyar miniszterelnök volt.[18]
  - Boross Péter, az Antall-kormány belügyminisztere látja el a miniszterelnöki teendőket ügyvezetőként.[18]
- december 15. – Az AES-Tisza II Hőerőmű 250 méter magas vasbeton kéményébe 193 méter magasan belecsapódott egy mentőhelikopter, ami a kémény oldalán egy másfél méter átmérőjű lyukat ütött. A balesetben öt ember vesztette életét, köztük két alig egy hónapos csecsemő.
- december 21. – Megalakul a Boross-kormány.[18]
- december 30. – Izrael és a Vatikán elismerik egymást, felveszik a diplomáciai kapcsolatot.

## Az év témái

### 1993 az irodalomban
- Somlyó György – Füst Milán vagy a lesütött szemű ember (tanulmány), Balassi
- Lois Lowry – Az emlékek őre[19]

### 1993 a zenében
- Ace of Base: The Sign
- Aerosmith: Get a Grip
- Amanda Lear: Cadavrexquis
- Atilla, Isten kardja – rockopera
- 2 Unlimited: No Limits
- Balázs Klári: Barátok, amíg élünk
- Beck: Golden Feelings
- Bee Gees: Size Isn’t Everything
- Blind Guardian: Tokyo Tales
- Billy Joel: River of Dreams
- Bonanza Banzai: Régi és új
- Dolly Roll: Beat Turmix 1 / Tipi-Tapi Dinó
- INXS: Full Moon, Dirty Hearts
- Bonnie Tyler: Silhouette in Red
- Haddaway: The Album
- Carole King: Colour of Your Dreams
- Tátrai Band: New York, New York
- Céline Dion: The Colour of My Love
- Culture Beat: Serenity
- Cseh Tamás–Bereményi Géza: Nyugati pályaudvar
- Deep Purple: The Battle Rages On
- Depeche Mode: Songs of Faith and Devotion
- DJ BoBo: Dance with Me
- Duran Duran: Duran Duran (The Wedding Album)
- Edda Művek: Elveszett illúziók
- Eros Ramazzotti: Tutte storie
- George Michael: Five Live
- Guns N’ Roses: “The Spaghetti Incident?”
- Frank Sinatra: Duets
- Koós János: Nótáskedvű volt az apám
- Janet Jackson: janet.
- Zámbó Jimmy: Számíthatsz rám
- Jam & Spoon: Tripomatic Fairytales 2001 / Tripomatic Fairytales 2002
- Jamiroquai: Emergency on Planet Earth
- Hip Hop Boyz: Soul a rap
- Kate Bush: The Red Shoes
- Kim Wilde: The Singles Collection 1981–1993 / The Remix Collection
- Kovács Ákos: Karcolatok / So Much Larger
- Laura Branigan: Over My Heart
- Laura Pausini: Laura Pausini
- Lisa Stansfield: So Natural
- Lenny Kravitz: Are You Gonna Go My Way
- Manhattan: Hazatérés
- Marcus Miller: The Sun Don’t Lie (november 18.)
- Mariah Carey: Music Box
- Meat Loaf: Bat Out of Hell II. Back Into Hell
- Motörhead: Bastards
- Napoleon Boulevard: Jó lenne, ha jó lenne
- Nirvana: In Utero
- Los del Río: A mí me gusta
- Take That: Everything Changes
- The Cranberries: Everybody Else Is Doing It, So Why Can't We?
- Pap Rita: Hápi kacsa / Mini Disco
- Pa-dö-dő: Tessék dudálni!
- Paul Young: The Crossing
- Pearl Jam: Vs.
- Pet Shop Boys: Very
- Presser Gábor-Dés László: Nagy utazás
- Phil Collins: Both Sides
- Ricchi e Poveri: Anche tu...
- Ricky Martin: Me Amaras
- Robert Plant: Fate of Nations
- Sárközi Anita: Exclusive
- Shakira: Peligro
- Snoop Dogg: Doggystyle
- Sepultura: Chaos A.D.
- Sting: Ten Summoner’s Tales
- Szandi: Szandi 5
- Taylor Dayne: Soul Dancing
- Texas: Ricks Road
- The Connells: Ring
- The Offspring: Ignition
- Tolcsvay László: Kapcsolj át!
- Toni Braxton: Toni Braxton

### 1993 a sportban
- Alain Prost megszerzi negyedik Formula–1-es világbajnoki címét a Williams-Renault csapattal.
- A Bp. Honvéd SE nyeri az NB1-et. Ez a klub 13. bajnoki címe.

### 1993 a televízióban
- Január 2-án debütálnak a Magyar Televízió 1-es csatornáján a Szerencsekerék, és a Mindent vagy Semmit! című nagyszabású vetélkedőshow-k
- Március 8-án az amerikai MTV először sugározza a Beavis és Butt-headet.
- Június 30-án az Magyar Televízió elkezdi sugározni a Kisváros című televíziós sorozatot.
- November 5-én a Magyar Televízió bemutatja a Kerekek és lépések című sorozatot.

## Születések 1993-ban

### Január
- január 1. – Jon Flanagan angol labdarúgó
- január 2.
  - Marcel Schrötter német motorversenyző
  - Bryson Tiller amerikai énekes és dalszövegíró
- január 4. – angol motorversenyző
- január 5. – Franz Drameh angol színész
- január 6.
  - Opitz Petra magyar színésznő
  - Jesús Corona mexikói labdarúgó
- január 7. – Jan Oblak szlovén labdarúgó
- január 9.
  - Ashley Argota amerikai színésznő és énekes
  - Aminata Savadogo litván énekesnő és dalszövegíró
- január 12.
  - Zayn Malik brit énekes
  - Szijjártó András magyar közgazdász
  - D.O. dél-koreai énekes
  - Aika Mitsui japán énekesnő
- január 13. – Max Whitlock szertornász
- január 15. – Paulina Vega kolumbiai színésznő
- január 16.
  - Orosz Szilveszter magyar jégkorongozó
  - Ember Márk magyar színész
- január 18.
  - Morgan York amerikai színésznő
  - Juan Fernando Quintero argentin labdarúgó
- január 19.
  - Biczó Bence magyar úszó
  - João Mário portugál labdarúgó
- január 22.
  - Rio Haryanto indonéz autóversenyző
  - Tommy Knight angol színész
- január 23. – Ósima Rjóta japán labdarúgó
- január 25. – Döbrösi Laura magyar énekes- és színésznő
- január 26.
  - Cameron Bright kanadai színész
  - Florian Thauvin francia labdarúgó
- január 27. -Taro Daniel japán teniszjátékos
- január 28. – Will Poulter angol színész
- január 29. – Kyary Pamyu Pamyu japán modell és előadóművész
- január 31. – Ku Boncshan dél-koreai íjász

### Február
- február 3. – Getter Jaani észt énekesnő
- február 4. – Jesper Tolvers svéd műugró
- február 6. – Tinashe amerikai színésznő és énekesnő
- február 7.
  - David Dorfman amerikai színész
  - Diego Laxalt uruguayi válogatott labdarúgó
- február 9.
  - Parimarjan Negi indiai sakk játékos
  - Endó Vataru japán labdarúgó
- február 10. – Mia Khalifa libanoni-amerikai pornográf színésznő
- február 11. – Hörður Björgvin Magnússon izlandi labdarúgó
- február 12.
  - Benik Afobe angol labdarúgó
  - Rafinha Alcântara brazil labdarúgó
  - Jennifer Stone amerikai színésznő
- február 13. – Alex Sawyer angol színész
- február 14.
  - Shane Harper amerikai színész és énekes
  - Alberto Rosende amerikai színész
- február 17.
  - Sam Oldham brit tornász
  - Marc Márquez spanyol MotoGP világbajnok
- február 18. – Kentavious Caldwell-Pope amerikai kosárlabdázó
- február 19.
  - Victoria Justice amerikai énekesnő, színésznő
  - Patrick Johnson amerikai színész
- február 23. – Kasumi Ishikawa japán asztalitenisz játékos
- február 25. – Mary Beth Dunnichay amerikai műugró
- február 26. – Fabian Hürzeler amerikai születésű német utánpótlás-válogatott labdarúgó és edző
- február 27. – Alphonse Aréola francia labdarúgó
- február 28. – Emmelie de Forest dán énekesnő, a 2013-as Eurovíziós Dalfesztivál nyertese

### Március
- március 1. – Josh McEachran angol labdarúgó
- március 2.
  - Mariya Yaremchuk ukrán pop énekesnő
  - Pandelela Rinong maláj műugró
- március 3. – Antonio Rüdiger német labdarúgó
- március 4.
  - Jenna Boyd amerikai színésznő
  - Bobbi Kristina Brown amerikai énekesnő († 2015)
- március 5.
  - Frederico Rodrigues Santos brazil labdarúgó
  - Harry Maguire angol labdarúgó
  - Youssouf Sabaly szenegáli labdarúgó
- március 7.
  - Mary Earps angol labdarúgókapus
  - Misek Levente magyar kosárlabdázó[20]
  - Jackson Irvine ausztrál labdarúgó
- március 9. – Suga dél-koreai rapper, dalszövegíró és zenei producer
- március 10. – Jack Butland angol labdarúgó
- március 11. – Anthony Davis amerikai kosárlabda játékos
- március 13. – Schoblocher Barbara magyar énekesnő
- március 15.
  - Alia Bhatt brit születésű indiai színésznő és énekes
  - Paul Pogba francia labdarúgó
  - Mark Scheifele kanadai jégkorongozó
- március 19. – Hakím Zíjes marokkói labdarúgó
- március 23.
  - I Hjonu (színművész) dél-koreai színész
  - Roberto Carballes Baena spanyol teniszjátékos
- március 29. – Thorgan Hazard belga labdarúgó
- március 30. – Anitta brazil énekes és táncos
- március 31. – Connor Wickham angol labdarúgó

### Április
- április 3. – Pape Moussa Konaté szenegáli labdarúgó
- április 10. – Sofia Carson amerikai színésznő és énekes
- április 12. – Ryan Nugent-Hopkins kanadai jégkorongozó
- április 13. – Hannah Marks amerikai színésznő
- április 14.
  - Graham Phillips amerikai színész és énekes
  - Josephine Skriver dán modell
- április 15. – Madeleine Martin amerikai színésznő
- április 16. – Chance the Rapper amerikai rapper
- április 19. – Sebastian de Souza angol színész
- április 22.
  - Ryu Hwa-young dél-koreai rapper, táncos, modell és színésznő
  - Filip Helander svéd labdarúgó
- április 24. – Ben Davies walesi labdarúgó
- április 25. – Raphaël Varane francia labdarúgó
- április 30. – Arnór Ingvi Traustason izlandi labdarúgó

### Május
- május 2. – Kővári Dániel magyar golfozó
- május 4. – Bedő Krisztián világbajnok magyar válogatott vízilabdázó
- május 6. – Naomi Scott angol színésznő és énekesnő
- május 9. – Bonnie Rotten amerikai pornográf színésznő és modell
- május 10. – Babos Tímea magyar teniszezőnő, Kristina Mladenoviccsal a 2018-as Australian Open – női páros első magyar teniszvilágbajnoka, a 2018-as tajpeji WTA-tornán egyesben a világelső, háromszoros junior Grand Slam-tornagyőztes, kétszeres olimpikon.
  - Halston Sage amerikai színésznő
- május 11. – Maurice Harkless amerikai-Puerto Ricó-i kosárlabda játékos
- május 13.
  - Romelu Lukaku belga labdarúgó
  - Stefan Kraft osztrák síugró
  - Debby Ryan amerikai színésznő, énekesnő
- május 14.
  - Rakaczki Bence labdarúgó, a Diósgyőri VTK kapusa († 2014)
  - Miranda Cosgrove amerikai színésznő, énekesnő
- május 16.
  - IU dél-koreai színésznő és énekesnő
  - Atticus Mitchell kanadai színész és zenész
- május 17. – Kenneth Omeruo nigériai labdarúgó
- május 18. – Jessica Watson ausztrál hajós
- május 20. – Caroline Zhang amerikai műkorcsolyázó
- május 24.
  - Oliver Davis amerikai színész
  - Guillermo Varela uruguayi labdarúgó
- május 29. – Maika Monroe amerikai színésznő

### Június
- június 3. – Andrea Santarelli olasz párbajtőrvívó
- június 6. – Frida Gustavsson svéd modell
- június 7.
  - George Ezra angol énekes és dalszövegíró
  - Park Ji-yeon dél-koreai énekesnő és színésznő
- június 16.
  - Laudon Andrea magyar szinkronszínésznő, modell
  - Pak Pogom dél-koreai színész
- június 21. – Sinem Ünsal török színésznő
- június 22. – Loris Karius német labdarúgó
- június 26. – Ariana Grande amerikai színésznő és énekesnő
- június 28. – Bradley Beal amerikai kosárlabda játékos
- június 29.
  - Harrison Gilbertson ausztrál színész
  - Lorenzo James Henrie amerikai színész
  - Jessa Rhodes amerikai pornográf színésznő

### Július
- július 1. – Raini Rodriguez amerikai színésznő
- július 3.
  - PartyNextDoor kanadai rapper, zenei producer, énekes és dalszerző
  - Vincent Lacoste francia színész
- július 9. – Emily Hirst kanadai színésznő
- július 18.
  - Lee Tae-min dél-koreai énekes
  - Nabil Fekir francia labdarúgó
- július 20.
  - Alycia Debnam-Carey ausztráliai színésznő
  - Lucas Digne francia labdarúgó
- július 26.
  - Taylor Momsen amerikai színésznő
  - Elizabeth Gillies amerikai színésznő
- július 27. – Jordan Spieth amerikai golfjátékos
- július 28.
  - Harry Kane angol labdarúgó
  - Cher Lloyd angol énekesnő
- július 29.
  - Ilja Olegovics Kutyepov orosz labdarúgó
  - Jamie Maclaren ausztrál labdarúgó
- július 30. – André Gomes portugál labdarúgó

### Augusztus
- augusztus 1. – Leon Thomas III amerikai színész és énekes
- augusztus 3. – Yurina Kumai japán énekesnő
- augusztus 4. – Saido Berahino angol labdarúgó
- augusztus 5. – Sverrir Ingi Ingason izlandi labdarúgó
- augusztus 6. – Hopper Penn amerikai színész, Sean Penn fia
- augusztus 8. – Miskolczi Márk magyar jégkorongozó
- augusztus 9. – Panajótisz Szamilídisz görög úszó
- augusztus 10. – Andre Drummond amerikai kosárlabda játékos
- augusztus 11.
  - Alirezá Dzsahánbahs iráni labdarúgó
  - Alyson Stoner amerikai színésznő, énekes és táncos
- augusztus 12.
  - Saido Berahino angol labdarúgó
  - Ewa Farna lengyel énekesnő
  - Luna dél-koreai énekesnő és színésznő
- augusztus 13.
  - Artur Gacsinszkij orosz műkorcsolyázó
  - Johnny Gaudreau amerikai jégkorongozó
- augusztus 15. – Alex Oxlade-Chamberlain angol labdarúgó
- augusztus 16. – Cameron Monaghan amerikai színész
- augusztus 17.
  - Ederson Moraes brazil labdarúgó
  - Ju Szungho dél-koreai színész
  - Sarah Sjöström svéd úszónő
- augusztus 18.
  - Jung Eun-ji dél-koreai énekesnő és színésznő
  - Maia Mitchell ausztrál színésznő és énekesnő
- augusztus 26. – Keke Palmer amerikai színésznő és énekesnő
- augusztus 29.
  - Liam Payne brit énekes († 2024)
  - Lucas Cruikshank amerikai színész
- augusztus 30. – Paco Alcácer spanyol labdarúgó

### Szeptember
- szeptember 1.
  - Ilona Mitrecey francia énekesnő
  - Megan Nicole youtube személyiség, énekesnő és dalszerző
  - Silje Norendal norvég hódeszkás
- szeptember 3. – Dominic Thiem osztrák teniszjátékos
- szeptember 4.
  - Marco Fichera olasz párbajtőrvívó
  - Yannick Ferreira Carrasco belga labdarúgó
- szeptember 5. – Gage Golightly amerikai színésznő
- szeptember 13. – Niall Horan ír énekes
- szeptember 15. – Dennis Schröder német kosárlabda játékos
- szeptember 16. – Peter Šrámek magyar énekes
- szeptember 18. – Patrick Schwarzenegger Arnold Scwarzenegger fia, színész és modell
- szeptember 20.
  - Kyle Anderson kínai kosárlabdázó
  - Julian Draxler német labdarúgó
- szeptember 21. – Ante Rebić horvát labdarúgó
- szeptember 23. – Zach Tyler Eisen amerikai szinkronszínész
- szeptember 25. – Hajdu Tibor magyar színész, szinkronszínész
- szeptember 26. – Michael Kidd-Gilchrist amerikai kosárlabda játékos
- szeptember 27. – Mónica Puig Puerto Ricó-i tenisz játékos
- szeptember 29. – Carlos Salcedo mexikói labdarúgó

### Október
- október 2. – Michy Batshuayi belga labdarúgó
- október 6. – Ricardo Pereira portugál labdarúgó
- október 8.
  - Angus T. Jones amerikai színész
  - Palvin Barbara magyar modell és színésznő
  - Molly Quinn amerikai színésznő
  - Garbiñe Muguruza spanyol tenisz játékos
- október 9. – Scotty McCreery amerikai énekes
- október 13. – Tiffany Trump Donald Trump lánya
- október 16. – Wílmar Barrios argentin labdarúgó
- október 23. – Taylor Spreitler amerikai színésznő
- október 29. – India Eisley amerikai színésznő
- október 30. – Marcus Mariota amerikai futball játékos

### November
- november 13. – Julia Michaels amerikai énekesnő és dalszerző
- november 14.
  - Luis Gil amerikai labdarúgó
  - Samuel Umtiti francia labdarúgó
- november 15. – Paulo Dybala argentin labdarúgó
- november 16. – Nélson Semedo portugál labdarúgó
- november 24.
  - Hande Erçel török színésznő és modell
  - Ívi Adámu görög-ciprusi énekesnő
- november 25. – Danny Kent angol motorversenyző
- november 29. – David Lambert amerikai színész
- november 30. – Lost Frequencies belga DJ és zenei producer

### December
- december 5. – Ross Barkley angol labdarúgó
- december 7. – Jasmine Villegas amerikai énekesnő
- december 8. – AnnaSophia Robb amerikai színésznő, modell
- december 13. – Abdiel Arroyo panamai labdarúgó
- december 16. – Jyoti Amge indiai színésznő
- december 18. – Ana Porgras román tornász
- december 20.
  - Andrea Belotti olasz labdarúgó
  - Isabel Durant ausztrál színésznő
- december 22.
  - Meghan Trainor amerikai énekesnő, dalszerző és zenei producer
  - Raphaël Guerreiro portugál labdarúgó
- december 27. – Olivia Cooke angol színésznő

## Nobel-díjak
| Fizikai            | Russell A. Hulse és Joseph Hooton Taylor Jr. amerikai fizikusok    |
| Kémiai             | Kary B. Mullis amerikai és Michael Smith kanadai kémikus           |
| Orvosi-fiziológiai | Richard J. Roberts angol és Phillip Allen Sharp amerikai kémikusok |
| Irodalmi           | Toni Morrison amerikai írónő                                       |
| Béke               | Nelson Mandela és Frederik Willem de Klerk                         |
| Közgazdasági       | Robert Fogel és Douglass C. North amerikai közgazdászok            |